# Dermestes
Dermestes  es un género de escarabajos de la familia Dermestidae, los escarabajos de la piel. El género se distribuye en todo el mundo.
La larva de estos escarabajos se alimenta de material animal muerto y seco, incluidos cadáveres, carne y pescado secos y partes del cuerpo como huesos, pelo, piel y plumas. Son caníbales en ocasiones. Son plagas de los museos, donde se alimentan de especímenes como insectos secos y  animales disecados. También pueden ser útiles en entornos de museos, donde se utilizan para limpiar tejidos de esqueletos. Algunas especies pueden desempeñar un papel en entomología forense cuando se encuentran en cadáveres humanos.
Al 2013 se han identificado alrededor de 92 especies.

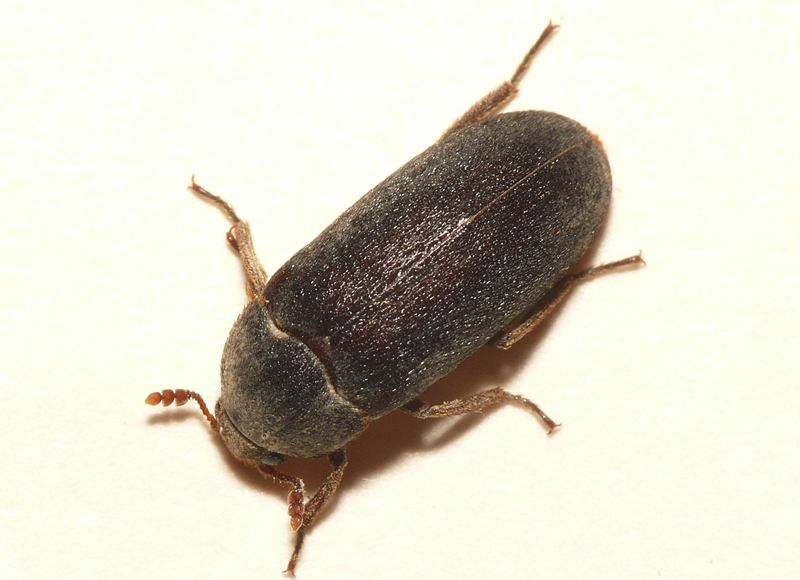
Dermestes haemorrhoidalis
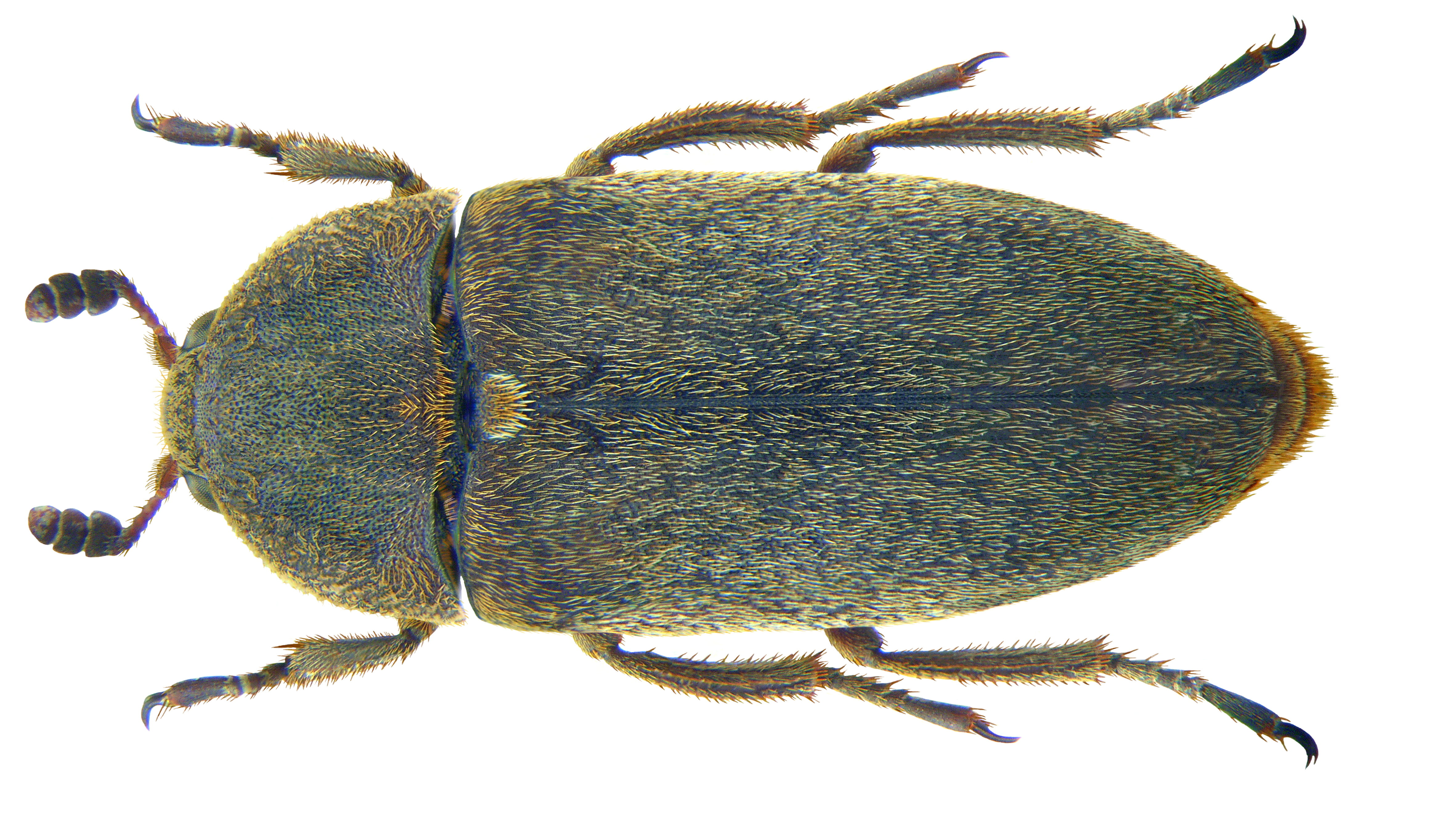
Dermestes maculatus
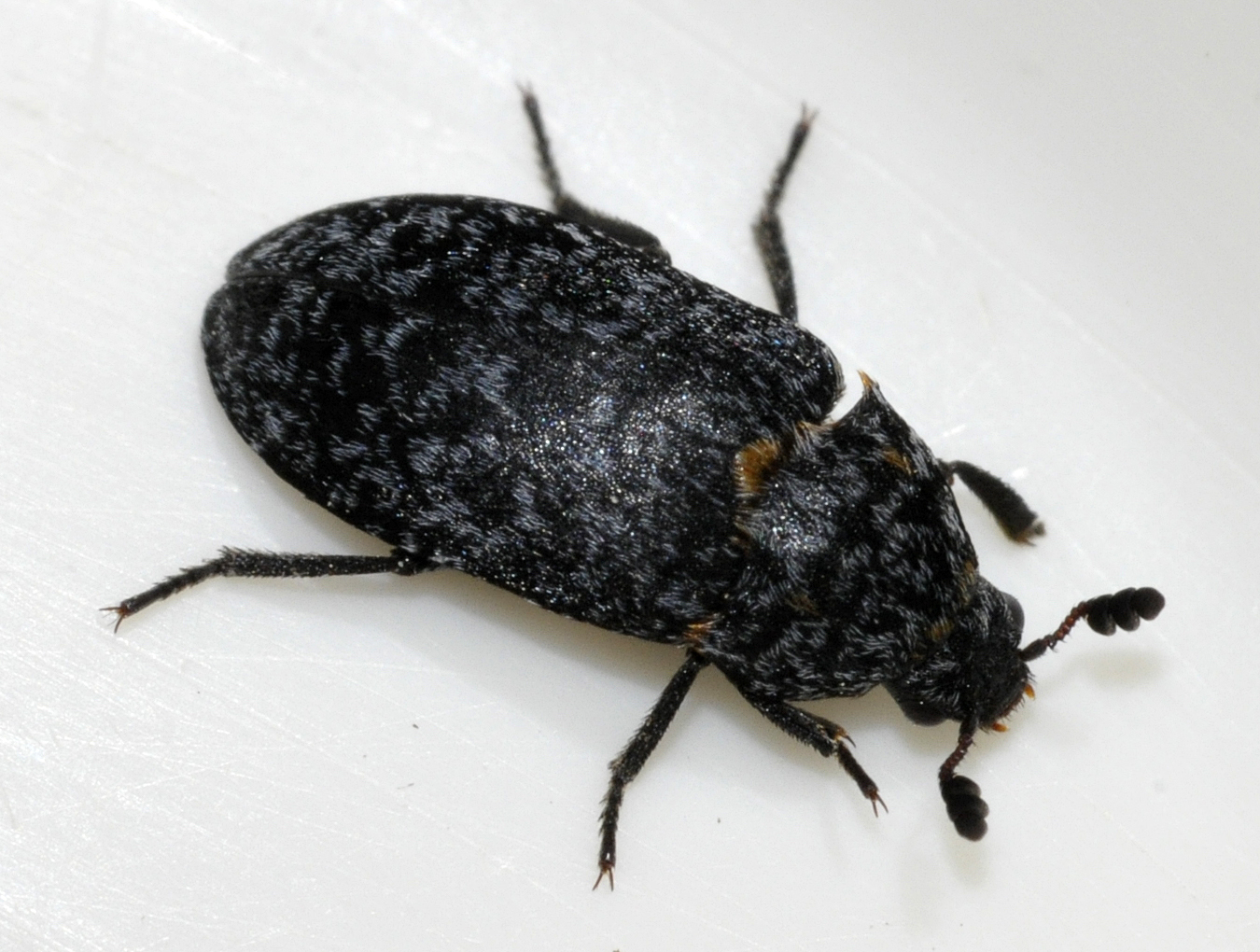
Dermestes murinus
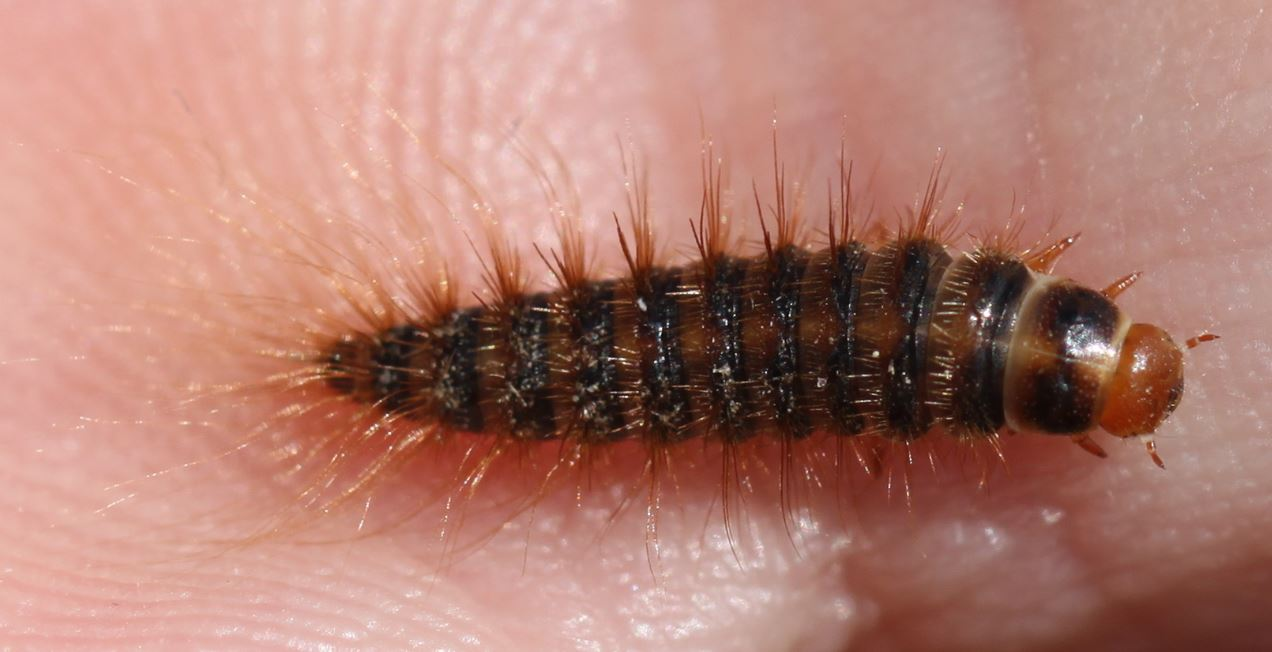
Dermestes laniarius larva

## Especies
- Dermestes affinis Sturm, 1843
- Dermestes argentinus Herrmann & Háva, 2013[3]
- Dermestes ater DeGeer, 1774
- Dermestes aurichalceus Küster, 1846
- Dermestes avidus Christofori & Jan, 1832
- Dermestes bicolor Fabricius, 1781
- Dermestes boliviensis Háva & Kalík, 2005
- Dermestes caninus Germar, 1824
- Dermestes canus Sturm, 1843
- Dermestes carnivorus Fabricius, 1775
- Dermestes castaneus Thunberg, 1794
- Dermestes cinereus Dahl, 1823
- Dermestes coarctatus Harold, 1877
- Dermestes coronatus Steven in Schönherr, 1808
- Dermestes depressus Gebler, 1830
- Dermestes destructor Christofori & Jan, 1832
- Dermestes dimidiatus Boeber, 1802
- Dermestes elegans Gebler, 1830
- Dermestes elongatissimus Pic, 1916
- Dermestes elongatus Dejean, 1837
- Dermestes erichsoni Ganglbauer, 1904
- Dermestes fasciatus LeConte, 1854
- Dermestes fasciventris Reitter, 1881
- Dermestes flavicornis Schneider, 1785
- Dermestes floricola Melsheimer, 1806
- Dermestes freudei Kalík & Ohbayashi, 1982
- Dermestes frischii Kugelann, 1792
- Dermestes fuliginosus Rossi, 1792
- Dermestes fulvicollis Reitter, 1881
- Dermestes gerstaeckeri Dalla Torre, 1911
- Dermestes gyllenhalii Laporte, 1840
- Dermestes haemorrhoidalis Küster, 1852
- Dermestes hankae Háva, 1999
- Dermestes hirticollis Fabricius, 1792
- Dermestes hispanicus Kalík, 1952
- Dermestes impressipennis Pic, 1942
- Dermestes insulanus Schneider, 1785
- Dermestes intermedius Kalík, 1951
- Dermestes kafkai Háva & Kalík, 1999
- Dermestes kaszabi Kalík, 1950
- Dermestes laniarius Illiger, 1802
- Dermestes laosensis Háva, 2004
- Dermestes lardarius Linnaeus, 1758
- Dermestes larvalis Cockerell, 1917
- Dermestes latissimus Bielz, 1850
- Dermestes lectulalius Goeze, 1777
- Dermestes leechi Kalík, 1952
- Dermestes leopardinus Mulsant & Godart, 1855
- Dermestes linearis Rossi, 1788
- Dermestes loebli Háva, 2002
- Dermestes maculatus DeGeer, 1774
- Dermestes madagascariensis Lepesme, 1939
- Dermestes marmoratus Knoch in Melsheimer, 1806
- Dermestes marocanus Háva, 1999
- Dermestes maximus Pic, 1915
- Dermestes murinus Linnaeus, 1758
- Dermestes nan Háva, 2002
- Dermestes nebulosus Melsheimer, 1806
- Dermestes nidum Arrow, 1915
- Dermestes niger Melsheimer, 1806
- Dermestes normandi Kalík, 1951
- Dermestes oblongus Sturm, 1843
- Dermestes obscurus Sturm, 1843
- Dermestes olivieri Lepesme, 1939
- Dermestes palmi Sjöberg, 1950
- Dermestes pardalis Billberg in Schönherr, 1808
- Dermestes patagoniensis Háva & Kalík, 2005
- Dermestes pauper Heer, 1847
- Dermestes persimilis Crotch, 1873
- Dermestes peruvianus Laporte, 1840
- Dermestes planus Mroczkowski, 1960
- Dermestes progenior Zhantiev, 2006
- Dermestes pulcher LeConte, 1854
- Dermestes rapax Christofori & Jan, 1832
- Dermestes rattus LeConte, 1854
- Dermestes reductus Kalík, 1952
- Dermestes roubali (Kalík, 1951)
- Dermestes ruficornis Sturm, 1843
- Dermestes rufofuscus Solier, 1849
- Dermestes sardous Küster, 1846
- Dermestes schneideri Háva, 2002
- Dermestes semistriatus Boheman, 1851
- Dermestes serraticornis Thunberg, 1787
- Dermestes shaanxiensis Cao, 1987
- Dermestes sibiricus Erichson, 1848
- Dermestes sichuanicus Háva, 1999
- Dermestes signatus LeConte, 1874
- Dermestes solskyi Dalla Torre, 1911
- Dermestes spadiceus elsheimer, 1806
- Dermestes spinipennis Christofori & Jan, 1832
- Dermestes sturmi Christofori & Jan, 1832
- Dermestes subaenescens Pic, 1943
- Dermestes szekessyi Kalík, 1950
- Dermestes talpinus Mannerheim, 1843
- Dermestes teretiusculus Schneider, 1785
- Dermestes tertiarius Wickham, 1912
- Dermestes tessellatocollis Motschulsky, 1860
- Dermestes undulatus Brahm, 1790
- Dermestes vetustus Zhantiev, 2006
- Dermestes viridanus Melsheimer, 1806
- Dermestes viridis Schneider, 1785
- Dermestes voi Háva, 2000
- Dermestes vorax Motschulsky, 1860
- Dermestes wittei Kalík, 1955